# Eparchia ortodossa di Prešov

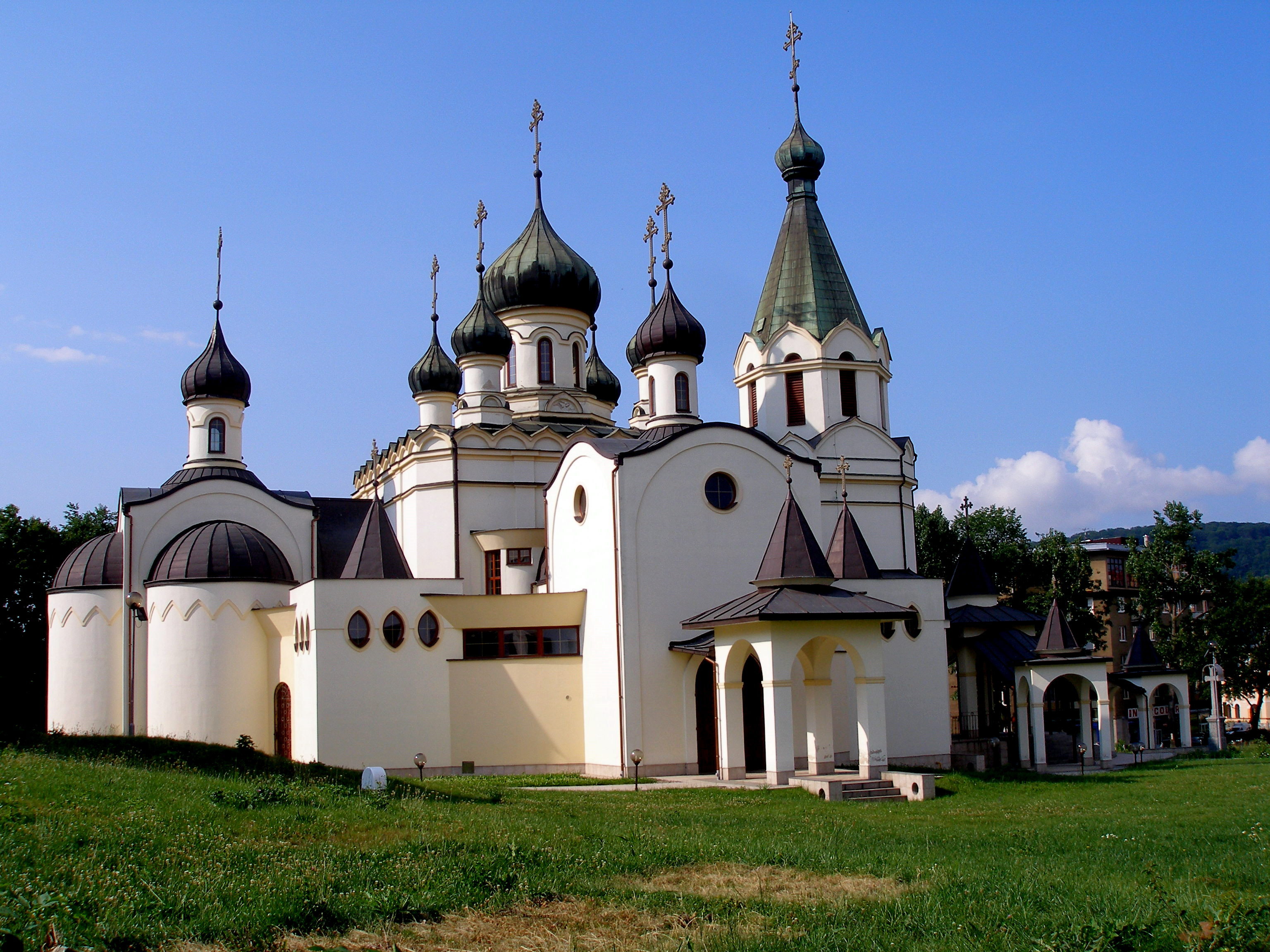
Cattedrale di Aleksandr Nevskij

L'eparchia di Prešov o anche eparchia di Prešov e della Slovacchia (in slovacco: eparchia prešovská) è un'eparchia della chiesa ortodossa ceca e slovacca con sede nella città di Prešov, in Slovacchia, presso la cattedrale di Aleksandr Nevskij.

## Storia
L'eparchia di Prešov è una delle quattro eparchie della chiesa ortodossa ceca e slovacca ed una delle due presenti nel territorio della Slovacchia.
È stata eretta nel 1929 raggruppando ex parrocchie greco-cattoliche che sono passate alla chiesa ortodossa. Inizialmente aveva il nome di eparchia di Mukačevo e Prešov ed era soggetta alla giurisdizione della chiesa ortodossa serba. Nel 1945 parte dell'eparchia, che faceva parte della Repubblica Sovietica di Ucraina, è stata separata per ricavare l'eparchia di Mukačevo e Užhorod, nell'ambito dell'Esarcato Ucraino della chiesa ortodossa russa, il territorio rimanente in Cecoslovacchia andò a formare l'eparchia di Prešov nel 1950.

## Organizzazione territoriale
L'eparchia consta di 79 parrocchie, 100 chiese ortodosse e 3 cappelle; ad esse si aggiunge un monastero maschile.